# Nils Petter Molvær
Nils Petter Molvær (* 18. září 1960, Sula, Norsko), známý také jako NPM, je norský jazzový trumpetista, skladatel a producent. Pochází z malého ostrova Sula v Norsku, a jako syn jazzového klarinetisty a saxofonisty Jense Arne Molværa měl kontakt s jazzovou hudbou už od útlého věku. Vystudoval konzervatoř v Trondheimu a předtím než se vydal na sólovou dráhu, byl členem známé norské Nu jazzové skupiny Masqualero.

## Diskografie

### S Masqualero
- 1985: Bande À Part
- 1987: Aero
- 1990: Re-Enter

### Sólová alba
- 1997 - Khmer
- 2000 - Solid Ether
- 2001 - Recoloured (remix)
- 2002 - NP3
- 2004 - Streamer
- 2005 - Er
- 2005 - Remakes (remix)
- 2008 - Re-Vision
- 2009 - Hamada
- 2011 - Baboon Moon

### Filmová hudba
- 1999 - Frosset Hjerte
- 2000 - L'invention de l'amour
- 2009 - Schläft ein Lied in allen Dingen
- 2010 - Maskeblomstfamilien

## Ocenění a nominace
- 1997 - Vítěz Spellemannsprisen (norská Grammy) - album Khmer[2]
- 1998 - Preis der Deutschen Schallplattenkritik (Cena německých hudebních kritiků) - album Khmer[3]
- 2000 - Vítěz Spellemannsprisen (norská Grammy) - album Solid Ether [2]
- 2005 - Vítěz Spellemannsprisen (norská Grammy) - album Er [2]